# Pfarrkirche Halbenrain

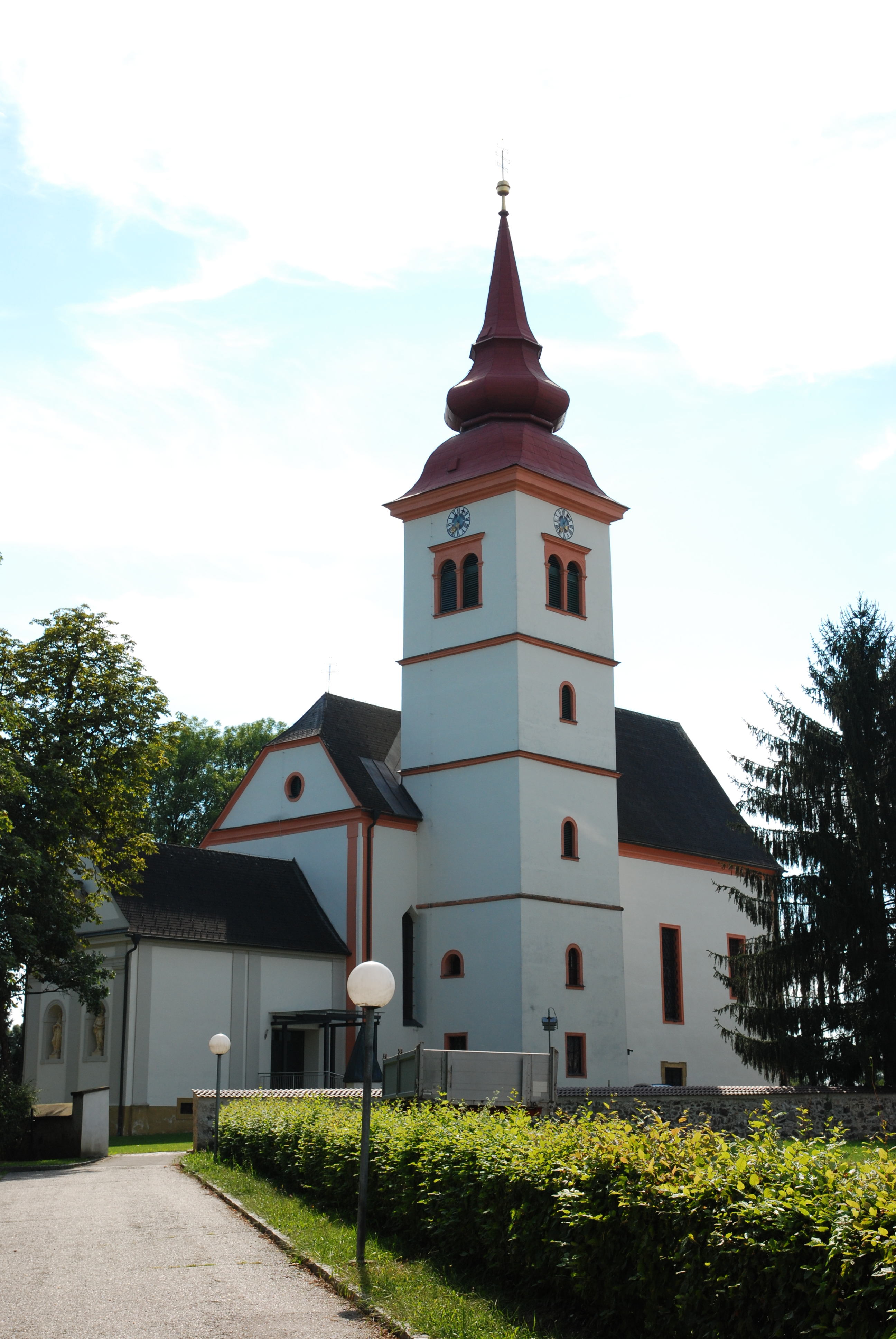
Pfarrkirche hl. Nikolaus

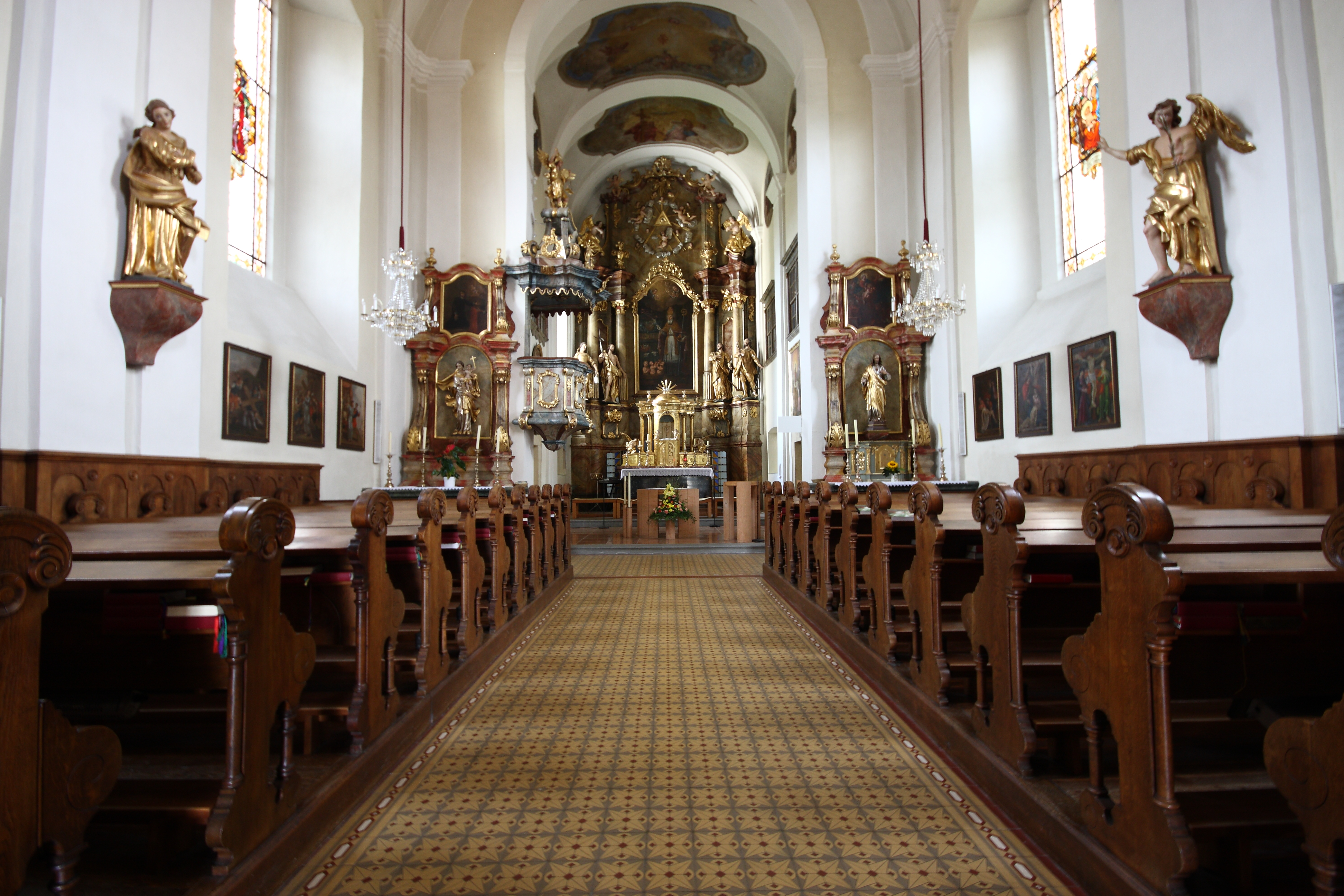
Innenansicht der Pfarrkirche

Die römisch-katholische Pfarrkirche Halbenrain steht in der Marktgemeinde Halbenrain in der Steiermark. Die Pfarrkirche hl. Nikolaus gehört zum Dekanat Radkersburg in der Diözese Graz-Seckau. Die Kirche steht unter Denkmalschutz.

## Geschichte
Die Pfarrkirche wurde 1418 urkundlich genannt. Der Neubau einer barocken Pfarrkirche wurde im Jahr 1717 geweiht. 1962 war eine Innenrestaurierung.

## Architektur
Der schlichte Kirchenbau mit einem Dreieckgiebel zeigt über dem Portal eine Kratzputzdarstellung des hl. Nikolaus aus 1958. Das dreijochige Langhaus hat Kreuzgratgewölbe mit Doppelgurten über gekoppelten Pilastern. Die dreiachsige Orgelempore steht auf Säulen. Der eingezogene zweijochige Chor hat einen geraden Schluss. Der quadratische Turm an der Nordseite des Chores hat einen erneuerten Zwiebelhelm. Im Osten wurde eine Loretokapelle mit der Grablege der Grafen Stürgkh angebaut. Die Taufkapelle erhielt 1964 figurale Glasfenster des Glasmalers Franz Weiss.
Die Fassadenfiguren Martin und Lukas sind aus der 1. Hälfte des 17. Jahrhunderts. Die Außenseite der Loretokapelle ist reich gegliedert und trägt die Nischenfiguren Joachim und Anna und zeigt das Wappen der Stürgkh im Giebelfeld aus dem 3. Viertel des 18. Jahrhunderts. Im Chor ist ein Gewölbefresko Dreifaltigkeit und Fresken der vier Evangelisten aus dem Ende des 19. Jahrhunderts.
Vor der Kirche steht eine Bildsäule aus 1967.

## Ausstattung
Die Einrichtung stammt großteils aus dem 3. Viertel des 18. Jahrhunderts. Es gibt zwei Steinputten aus dem Ende des 16. Jahrhunderts. Die Kreuzwegbilder sind aus 1837. Die Grablege der Grafen Stürgkh ist unter einem Tonnengewölbe und hat eine erneuerte Ausstattung.